# Кожедуб Михайло Володимирович

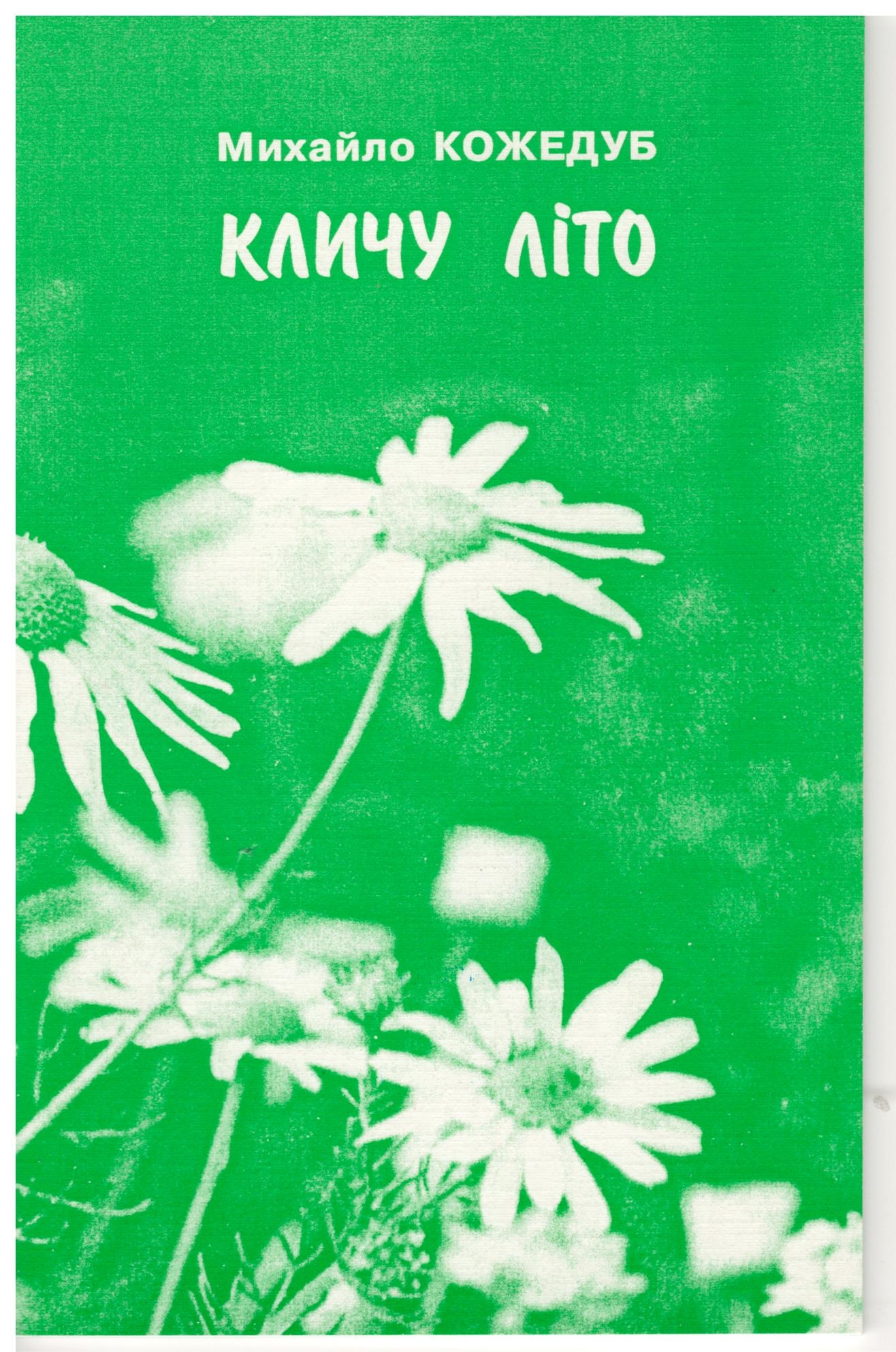
Збірка "Кличу літо"

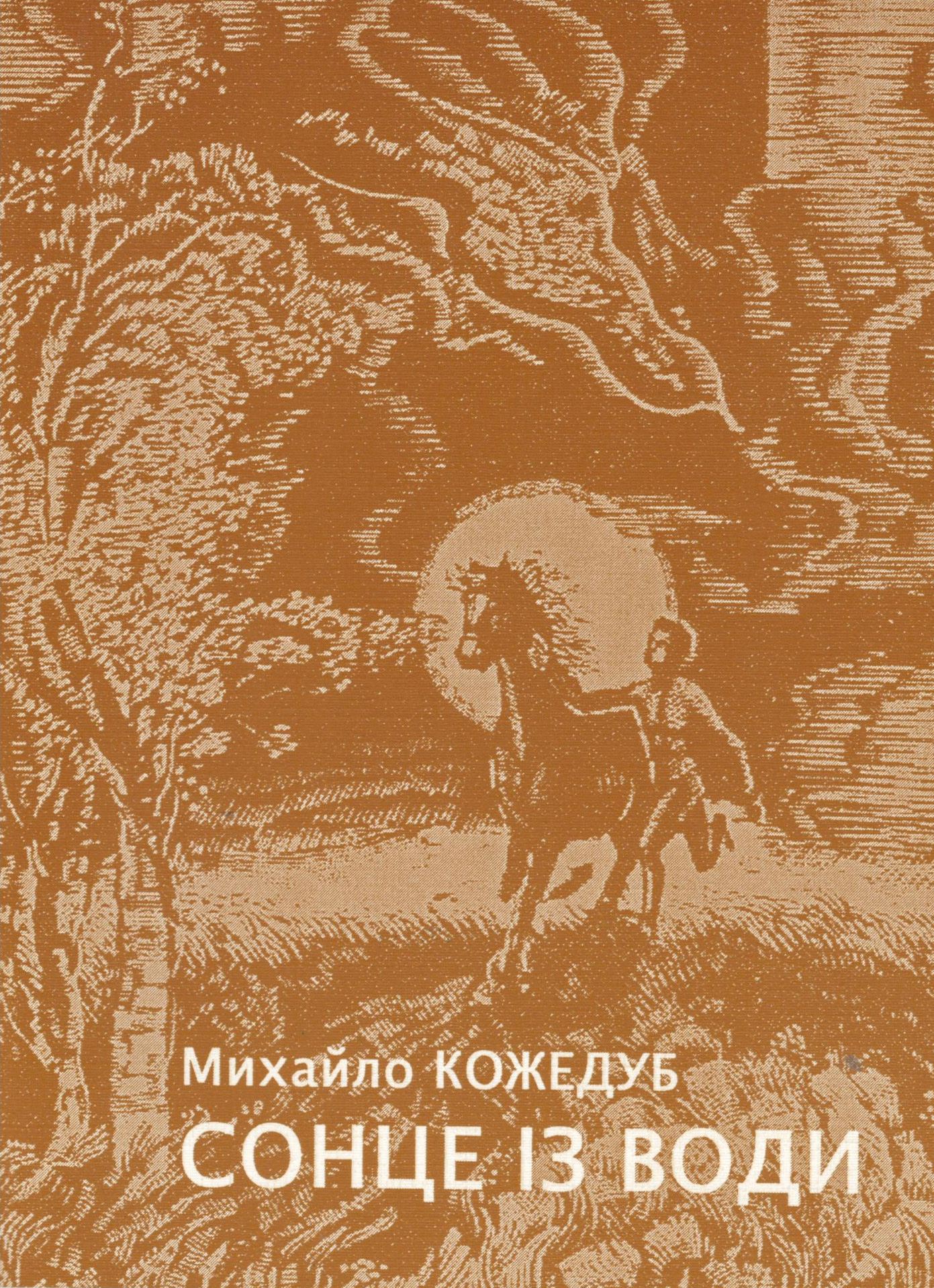
Збірка "Сонце із води"

Кожедуб Михайло Володимирович (нар. 11 липня 1966, Москва) — поет, член НСПУ з 2005 року та Національної спілки журналістів України з 2009 року.

## Життєпис
Народився у родині військовослужбовців, у Москві (за офіційними документами). Насправді народився у місті Франкфурт-на-Одері (Німеччина). Пізніше родина повернулася в СРСР у селище Парафіївка, Ічнянського району, Чернігівської області, де у 1983 році закінчив середню школу.
У 1990 році закінчив хіміко-біологічний факультет Чернігівського педагогічного інституту. Після цього працював у освітніх закладах та пресі. Засновник і редактор районної газети «Ічнянська панорама». Мешкає в місті Ічня на Чернігівщині.

## Творчість
Перший вірш поета вийшов друком у 1999 році в ічнянській газеті «Трудова слава». Також друкувався у виданнях «Ічнянщина» і «Отчий поріг».
Автор збірок філософської та пейзажної лірики «Кличу літо» (2002), «Сонце із води» (2004), «Моя ліра» (2006), «Бригантина» (2010), «Вибране» (2020).

## Список публікацій
- Кличу літо: поезії (Київ: Задруга, 2002)[6]
- Сонце із води (Київ, 2004)[1]
- Моя ліра (Ніжин, 2006)[1]
- Бригантина: поезії (Ніжин: ТОВ "Видавництво «Аспект-Поліграф» 2010)[7]
- Вибране: присвячується матері: поезії (Ніжин: Лисенко М. М, 2020)[5]

## НЕЗВИЧНО ПРО ЗВИЧАЙНЕ
```

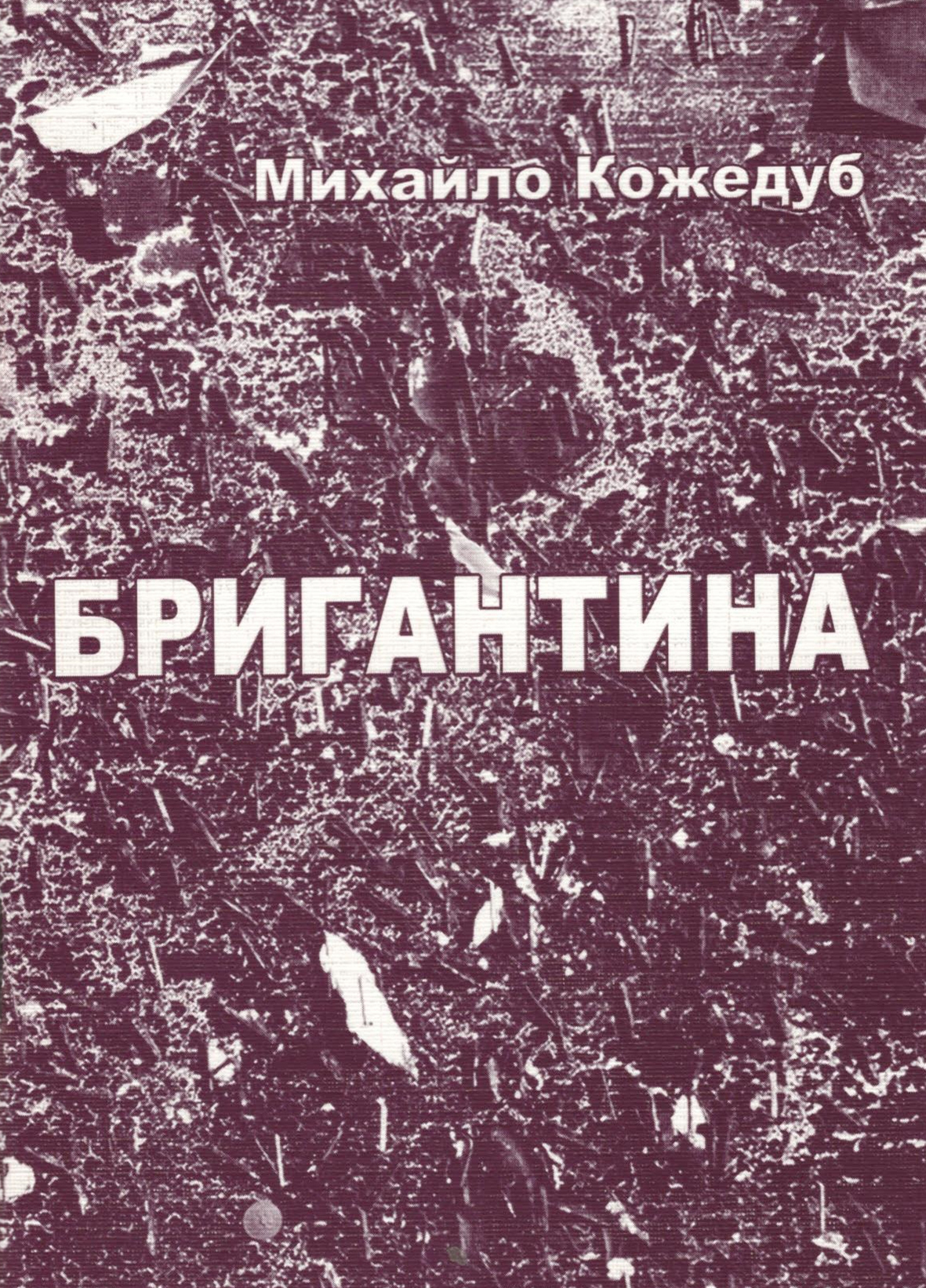
Збірка "Бригантина"

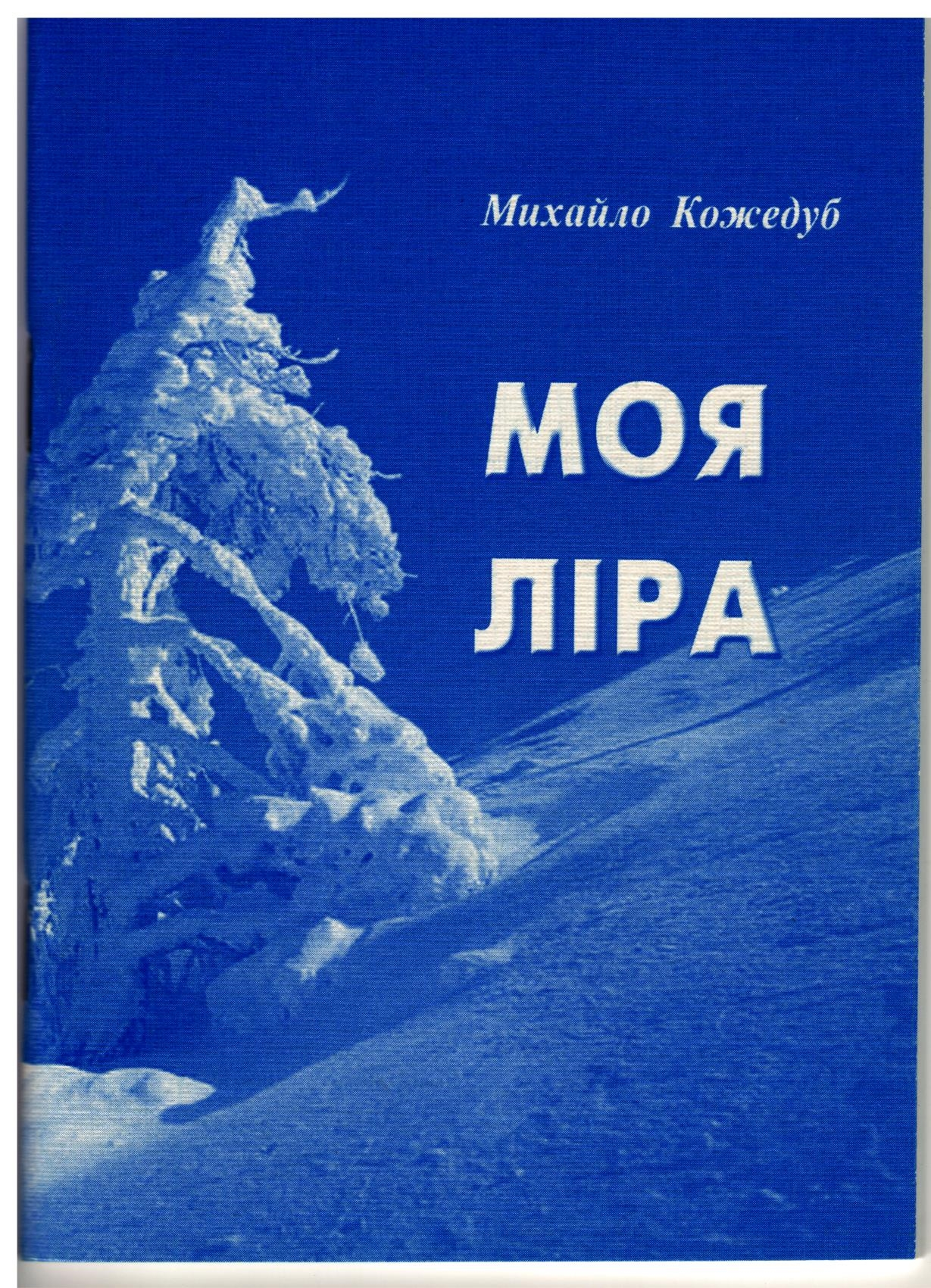
Збірка "Моя ліра", редактор Микола Клочко

    Третя книжка М. Кожедуба є продовженням кращих творчих особливостей попередніх збірок. Поет продовжує знаходити нові мовні засоби і образи для відтворення об’єктивних реалій крізь своє індивідуальне бачення.
    Поезія М. Кожедуба відзначається витонченим мисленням і гостротою зору до явищ дійсності. Уважне читання його творів допомагає різносторонніше і глибше розуміти світ, у якому живемо.
    Поряд із цим автор, дотримуючись своїх творчих вимог, прагне, щоб кожен вірш був прозорий, легко читався і щоб потік звуків, що входять у слова, підсилював думку й образи рядка.
    Кожний вірш поета лаконічний, без накладень близькозначних деталей і нюансів, що дозволяє в кількох рядках висловитись ясно і змістовно.
    Поезії М. Кожедуба мають не один рівень сприймання: перший із них розуміється відразу, а другий сприймається підсвідомо. Разом це створює в читача достатню глибину зорового і емоційного відображення віртуальної дійсності.
    Немалою цінністю поезії М. Кожедуба є і те, що він створює, крім зображальних образів, і смислові фрази та сполуки слів, яких ще в нашій літературі не було. Цим поет розвиває українську мову, збагачує її образні та інтелектуальні обшири.
    Образність віршів некриклива, але точна і глибока. Відбиває стан настрою: “легкий, як подих, лине дзвін”, проникливо і тонко передає стан речей: “села прозоріє масив”, іноді зримо показує зміну в природі: “стоїть уплавлена у лід лоза”.
    На особливу увагу заслуговує смислова образність поета. Ось як виважено сказано про наше сьогодення: “час неподобства і смути”, “між людьми царить чуттєвий нелад”. Це сьогодення відбивається також і на людині, бо “зламних подій пережито немало” і “старість вид зінакшує нещадно”.[1]
    Основне для поета - новизна словосполучень. Іноді цього не усвідомлюєш зором при читанні, але коли застановишся на окремих рядках, то упевнишся, що навіть про [1]звичайнісінькі речі автор висловлюється не так, як кожен міг би, а по-своєму. Ось, наприклад, про осінь:       
        Смуток у серці громадиться,
        Осінь по-жовтому сяє.
        День у неспокої хмариться —
        Затишку всюди немає.
    Без сумніву, ця маленька книжечка викликає стільки нових бачень і почуттів, що не знайдеш і в десятках деяких інших збірок. 
```

```

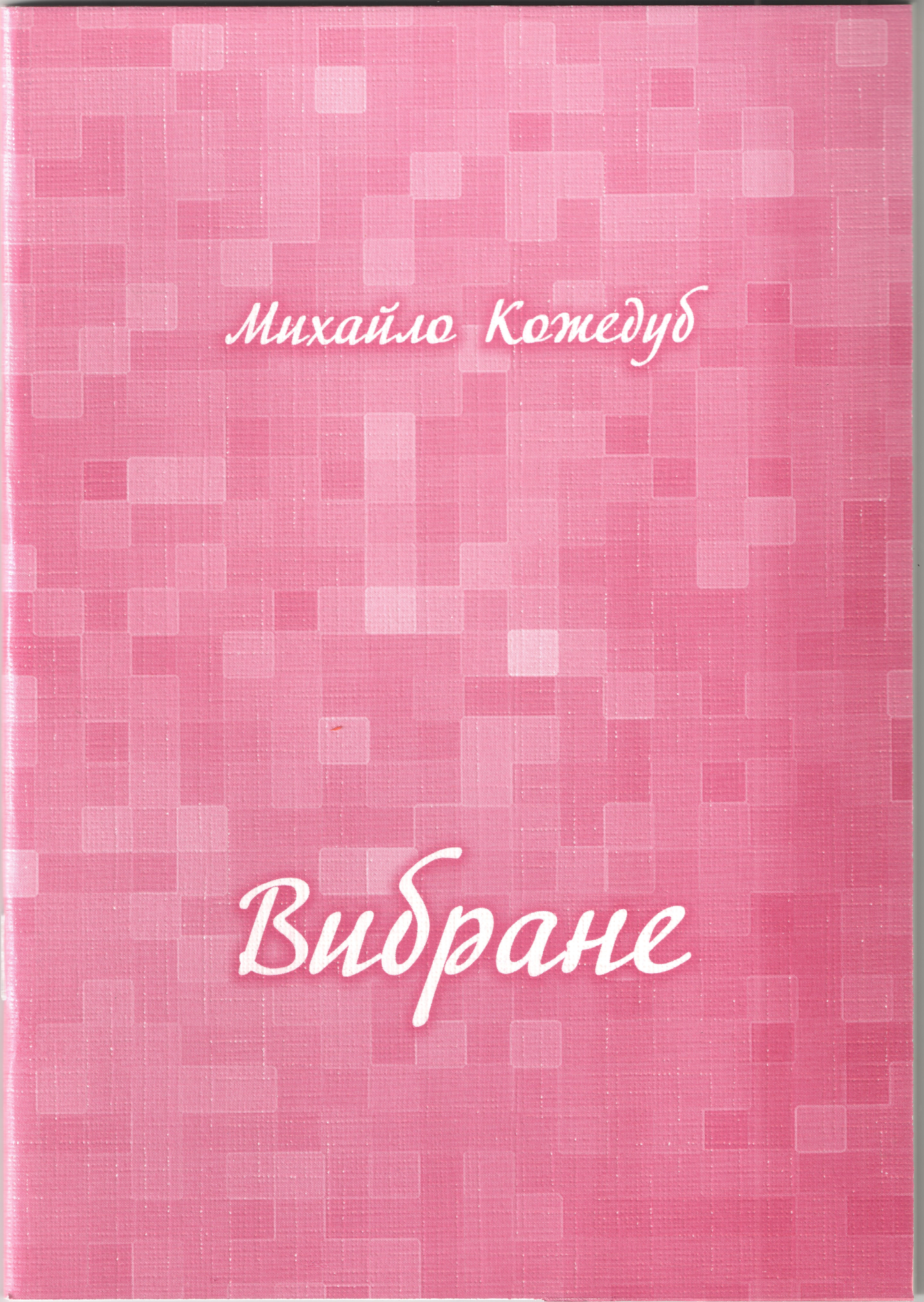
Збірка "Вибране"

                                                                          Микола Клочко.
```